# DM i cykelcross 2007
Danmarksmesterskaberne i cykelcross 2007 var den 38. udgave af DM i cykelcross. Mesterskabet fandt sted 7. januar 2007 på en 2,6 km lang rundstrækning ved Arnbjergparken, med start og mål på Storegade ved Skansen i Varde.
Hos kvinderne vandt Karen Jacobsen sit første danmarksmesterskab i cykelcross. I herrerækken vandt Joachim Parbo sit andet DM i træk.

## Resultater
| Event        | Guld             | Sølv                 | Bronze            |
| ------------ | ---------------- | -------------------- | ----------------- |
| Herrer       |                  |                      |                   |
| Herrer elite | Joachim Parbo    | Tommy Moberg Nielsen | Christian Poulsen |
| Herrejunior  | Morten Gregersen | Michael D. Kohberg   | Jonas Guddal      |
| Damer        |                  |                      |                   |
| Damer elite  | Karen Jacobsen   | Nicoline Hansen      | Mie Brix          |